# 咸懷良
咸懷良（1536年—1582年），字廷遂，號訥菴，山東登州府萊陽縣人，軍籍，明朝政治人物。同進士出身。

## 生平
嘉靖四十三年（1564年）甲子科山東鄉試第五十五名舉人，隆慶二年（1568年）戊辰科進士。授直隸霍丘縣知縣，歷陝西平涼府同知、直隸鳳陽府知府、陝西按察司僉事、分巡陇右道巡禁茶马兼理屯田、山西按察司僉事、兵備大同，萬曆九年因病回籍。归隐林泉，以诗酒自娱，建友谢、访真二亭；玉筍蓬壶、瑶篸仙丈二坊于亭山东西二山之上，遂为一邑胜槩。萬曆十年（1582年）參纂《萊陽縣志》。病愈赴京任職，卒於途中。

## 家族
曾祖咸讓；祖父咸大昌（1472年-1534年），字吉士，号静斋，江陰縣主簿；父咸福。母宮氏。慈侍下。兄咸懷忠（1531年-1587年）字廷显，号敏庵，监生、例貢。继子咸池，字云门，附贡，万历年间授陕西凤翔府岐山县主簿。